# Lijn 1 (metro van Caïro)
Lijn 1 is een metrolijn in de Egyptische hoofdstad Caïro die op 27 september 1987 werd geopend. Het is de eerste metrolijn van zowel Afrika als het Midden-Oosten.

## Geschiedenis
In 1834 werd de eerste aanzet gegeven tot de bouw van spoorlijnen in Egypte. De spoorlijn moest Alexandrië verbinden met Suez via Caïro. Als gevolg van onenigheid tussen Frankrijk en het Verenigd Koninkrijk werd de aanleg al na enkele kilometers in Alexandrië gestaakt. De bouw werd in september 1851 hervat en in januari 1856 reed de eerste trein het station aan de noordkant van Caïro binnen. In 1877 werd aan de zuidkant van de binnenstad de spoorlijn tussen Caïro en het kuuroord Helwan geopend. Deze lijn werd in 1888 geprivatiseerd en kreeg toen het huidige tracé met een kopstation bij Bab el Luk. Het voorstel van de nieuwe eigenaren van de lijn, de gebroeders Suares, om de lijn te verbinden met de spoorlijn aan de noordkant van de stad werd in 1890 afgewezen. In 1916 werd de lijn weer genationaliseerd en in 1956 werd de lijn geëlektrificeerd.
In 1973 werd besloten om de lijn met een tunnel onder de binnenstad te koppelen aan de voorstadslijn tussen station Ramses en de noordelijke voorstad El Marg. Zodoende werd de verbinding tussen de Helwanlijn en het centraal station alsnog gerealiseerd. De bestaande voorstadslijnen werden omgebouwd tot metro om samen met de tunnel de eerste metrolijn van Caïro te vormen. De bouw van de tunnel begon in 1982 nadat Frankrijk een lening had verstrekt om de bouw te bekostigen. Op 27 september 1987 ging het reizigersverkeer tussen het centraal station en Helwan van start. Op 12 april 1989 was ook de ombouw ten noorden van het centraal station gereed en kon een doorgaande dienst tussen El Marg en Helwan worden onderhouden.

## Stations
| Station                             | Overstappunt | Foto * | Type | Geopend           | Ligging                        | District |
| ----------------------------------- | ------------ | ------ | ---- | ----------------- | ------------------------------ | -------- |
| Nieuw El Marg المرج الجديدة         |              | 110 !  |      | mei 1999          | 30° 9′ 48″ NB, 31° 20′ 18″ OL  |          |
| El Marg المرج                       |              | 120 !  |      | 12 april 1989     | 30° 9′ 8″ NB, 31° 20′ 8″ OL    |          |
| Ezbet El-Nakhl عزبة النخل           |              | 130 !  |      | 12 april 1989     | 30° 08′ 21″ NB, 31° 19′ 28″ OL |          |
| Aïn Shams عين شمس                   |              | 140 !  |      | 12 april 1989     | 30° 7′ 52″ NB, 31° 19′ 28″ OL  |          |
| El-Matareyya المطرية                |              | 150 !  |      | 12 april 1989     | 30° 7′ 17″ NB, 31° 18′ 50″ OL  |          |
| Helmejet El-Zaitoun حلمية الزيتون   |              | 160 !  |      | 12 april 1989     | 30° 6′ 52″ NB, 31° 18′ 50″ OL  |          |
| Hadajeq El-Zaitoun حدائق الزيتون    |              | 170 !  |      | 12 april 1989     | 30° 6′ 19″ NB, 31° 18′ 36″ OL  |          |
| Saray El-Qobba ساراي القبة          |              | 180 !  |      | 12 april 1989     | 30° 5′ 53″ NB, 31° 18′ 17″ OL  |          |
| Hammamat El-Qobba حمامات القبة      |              | 190 !  |      | 12 april 1989     | 30° 5′ 25″ NB, 31° 17′ 53″ OL  |          |
| Kobri El-Qobba كوبري القبة          |              | 200 !  |      | 12 april 1989     | 30° 5′ 13″ NB, 31° 17′ 38″ OL  |          |
| Manshiet El-Sadr منشية الصدر        |              | 210 !  |      | 12 april 1989     | 30° 4′ 56″ NB, 31° 17′ 16″ OL  |          |
| El-Demerdash الدمرداش               |              | 220 !  |      | 2005              | 30° 4′ 38″ NB, 31° 16′ 40″ OL  |          |
| Ghamra غمرة                         |              | 230 !  |      | 12 april 1989     | 30° 4′ 8″ NB, 31° 15′ 53″ OL   |          |
| Al Shohadaa الشهداء                 |              | 240 !  |      | 26 september 1987 | 30° 3′ 43″ NB, 31° 14′ 46″ OL  |          |
| Urabi عرابي                         |              | 250 !  |      | 26 september 1987 | 30° 3′ 27″ NB, 31° 14′ 33″ OL  |          |
| Nasser جمال عبدالناصر               |              | 260 !  |      | 26 september 1987 | 30° 03′ 13″ NB, 31° 14′ 20″ OL |          |
| Sadat السادات                       |              | 270 !  |      | 26 september 1987 | 30° 2′ 40″ NB, 31° 14′ 8″ OL   |          |
| Saad Zaghloul سعد زغلول             |              | 280 !  |      | 26 september 1987 | 30° 2′ 12″ NB, 31° 14′ 8″ OL   |          |
| Al-Sayeda Zeinab السيدة زينب        |              | 290 !  |      | 26 september 1987 | 30° 1′ 45″ NB, 31° 14′ 7″ OL   |          |
| El-Malek El-Saleh الملك الصالح      |              | 300 !  |      | 1995              | 30° 1′ 1″ NB, 31° 13′ 51″ OL   |          |
| Mar Giris مار جرجس                  |              | 310 !  |      | 1992              | 30° 0′ 21″ NB, 31° 13′ 46″ OL  |          |
| El-Zahraa' الزهراء                  |              | 320 !  |      | 1997              | 29° 59′ 43″ NB, 31° 13′ 54″ OL |          |
| Dar El-Salam دار السلام             |              | 330 !  |      | 1988              | 29° 58′ 55″ NB, 31° 14′ 32″ OL |          |
| Hadajeq El Maadi حدائق المعادي      |              | 340 !  |      | 1992              | 29° 58′ 12″ NB, 31° 15′ 2″ OL  |          |
| Maadi المعادي                       |              | 350 !  |      | 1995              | 29° 57′ 35″ NB, 31° 15′ 29″ OL |          |
| Sakanat El-Maadi ثكنات المعادي      |              | 360 !  |      | 1992              | 29° 57′ 10″ NB, 31° 15′ 48″ OL |          |
| Tora El-Balad طرة البلد             |              | 370 !  |      | 26 september 1987 | 29° 56′ 47″ NB, 31° 16′ 25″ OL |          |
| Kozzika كوتسيكا                     |              | 380 !  |      | 1993              | 29° 56′ 10″ NB, 31° 16′ 54″ OL |          |
| Tora El-Asmant طرة الأسمنت          |              | 390 !  |      | 26 september 1987 | 29° 55′ 33″ NB, 31° 17′ 16″ OL |          |
| El-Maasara المعصرة                  |              | 400 !  |      | 26 september 1987 | 29° 54′ 22″ NB, 31° 17′ 59″ OL |          |
| Hadajeq Helwan حدائق حلوان          |              | 410 !  |      | 1997              | 29° 53′ 50″ NB, 31° 18′ 15″ OL |          |
| Wadi Hof وادي حوف                   |              | 420 !  |      | 1995              | 29° 52′ 46″ NB, 31° 18′ 48″ OL |          |
| Universiteit van Helwan جامعة حلوان |              | 430 !  |      | 2002              | 29° 52′ 8″ NB, 31° 19′ 13″ OL  |          |
| Ain Helwan عين حلوان                |              | 440 !  |      | 26 september 1987 | 29° 51′ 46″ NB, 31° 19′ 30″ OL |          |
| Helwan حلوان                        |              | 450 !  |      | 26 september 1987 | 29° 50′ 56″ NB, 31° 20′ 3″ OL  |          |

* De sorteerwaarde van de foto is de ligging langs de lijn